# نادي لين
نادي لين(بالنرويجية: Lyn 1896 Fotballklubb) هو نادي كرة قدم في النرويج تأسس في 3 مارس 1896.